# Cidade árabe (Kandinsky)
Cidade árabe (em alemão: Arabische Stadt) é uma pintura em têmpera sobre cartão realizada pelo artista russo Wassily Kandinsky em 1905. Ela foi concebida em uma das fases em que o conceito de sua arte se transformou e tomou outras formas. Cansado de retratar rostos e modelos, a partir de 1900 Kandinsky passa a criar sua arte de forma autônoma, sem se prender a padrões já existentes. Nessa época que ele começa a se aprofundar nas cores, experiências e sensações que elas agregam em sua pintura. É nesse contexto que Cidade Árabe está inserida, onde é possível observar visualmente os traços das mudanças promovidas pelo artista nesta época.[carece de fontes?]